# Dingen
Dingen est une commune allemande du Schleswig-Holstein, située dans l'arrondissement de Dithmarse (Kreis Dithmarschen), à sept kilomètres au nord de la ville de Brunsbüttel. Dingen est l'une des 14 communes de l'Amt Burg-St. Michaelisdonn dont le siège est à Burg (Dithmarschen).